# Campeonato Sul-Americano de Atletismo Júnior de 1974
O Campeonato Sul-Americano de Atletismo Júnior de 1974 foi a 10ª edição da competição de atletismo organizada pela CONSUDATLE para atletas com menos de vinte anos, classificados como júnior ou sub-20. O evento foi realizado no Estádio Nacional do Peru em Lima, no Peru, entre 9 e 13 de outubro de 1974. Contou com cerca de 239 atletas de nove nacionalidades.

## Medalhistas
Esses foram os resultados do campeonato.

### Masculino
| Evento                      | Ouro                         | Ouro   | Prata                        | Prata  | Bronze                  | Bronze |
| --------------------------- | ---------------------------- | ------ | ---------------------------- | ------ | ----------------------- | ------ |
| 100 metros                  | Diego Valencia (COL)         | 10.7   | Jorge Baleche (BRA)          | 10.8   | Hipólito Brown (VEN)    | 11.0   |
| 200 metros                  | Edgar Biojo (COL)            | 21.5   | Diego Valencia (COL)         | 21.9   | Jorge Baleche (BRA)     | 22.0   |
| 400 metros                  | Joelmerson de Carvalho (BRA) | 49.2   | Eduardo Gómez (PER)          | 49.6   | Edgar Biojo (COL)       | 49.6   |
| 800 metros                  | Luis Gómez (PER)             | 1:55.7 | José Desterro Silva (BRA)    | 1:55.9 | Juan Holman (ARG)       | 1:56.1 |
| 1 500 metros                | Ángel Holman (ARG)           | 3:56.2 | Raúl Riveros (CHI)           |        | Gabriel Giraldo (COL)   | 3:58.8 |
| 3 000 metros                | Gabriel Giraldo (COL)        | 8:46.4 | Octavio O'Neill (CHI)        | 8:47.5 | Héctor Ramírez (COL)    | 8:51.2 |
| 1 500 metros com obstáculos | Raúl Rivero (CHI)            | 4:20.1 | Ángel Holman (ARG)           | 4:21.0 | Sérgio Soares (BRA)     | 4:27.7 |
| 110 metros barreiras        | Geraldo Rodrigues (BRA)      | 15.6   | Guillermo Gago (ARG)         | 15.9   | Carlos Spraggón (ARG)   | 16.0   |
| 400 metros barreiras        | Guillermo Gago (ARG)         | 54.9   | Jesús Betancourt (COL)       | 55.0   | Juan Betancourt (CHI)   | 55.1   |
| 4×100 metros estafetas      | Brasil                       | 41.9   | Peru                         | 42.5   | Paraguai                | 42.9   |
| 4×400 metros estafetas      | Brasil                       | 3:18.5 | Colômbia                     | 3:19.4 | Peru                    | 3:22.8 |
| Salto em altura             | Azael Rivadeneyra (COL)      | 1.94   | Renato Ferreira (BRA)        | 1.91   | Geraldo Rodrigues (BRA) | 1.91   |
| Salto com vara              | Renato Bortolocci (BRA)      | 4.35   | Guillermo Chiaraviglio (ARG) | 4.10   | Fernando Mendes (BRA)   | 4.05   |
| Salto em comprimento        | Hugo Meriano (ARG)           | 7.04   | Gilmar dos Santos (BRA)      | 6.73   | Hugo Martínez (PAN)     | 6.71   |
| Salto triplo                | Walter Herrero (ARG)         | 14.42  | Carlos Penna (BRA)           | 14.06  | Lucivaldo Romano (BRA)  | 13.86  |
| Arremesso de peso           | Armando de Zorzi (BRA)       | 15.98  | Modesto Barreto (COL)        | 15.66  | Eduardo Galvão (BRA)    | 14.44  |
| Lançamento de disco         | Modesto Barreto (COL)        | 47.16  | Ramón Ángel Garmendia (ARG)  | 40.80  | Eduardo Galvão (BRA)    | 40.71  |
| Lançamento do martelo       | Armando de Zorzi (BRA)       | 53.46  | José Rangel (COL)            | 53.02  | Sergio Rodríguez (ARG)  | 51.56  |
| Lançamento do dardo         | Ramón Ángel Garmendia (ARG)  | 62.74  | Daniel Scharzer (ARG)        | 59.46  | Manoel Bezerra (BRA)    | 59.00  |
| Pentatlo*                   | Geraldo Rodrigues (BRA)      | 3898   | Roberto Steinmetz (ARG)      | 3838   | Renato Bortolocci (BRA) | 3687   |

* Outra fonte cita Hexatlo. 

### Feminino
| Evento                   | Ouro                     | Ouro   | Prata                    | Prata  | Bronze                     | Bronze |
| ------------------------ | ------------------------ | ------ | ------------------------ | ------ | -------------------------- | ------ |
| 100 metros               | Carmela Bolívar (PER)    | 11.8   | Esmeralda Freitas (BRA)  | 11.8   | Conceição Geremias (BRA)   | 12.0   |
| 200 metros               | Belkis Fava (ARG)        | 24.4   | Carmela Bolívar (PER)    | 24.6   | Eucaris Caicedo (COL)      | 24.9   |
| 400 metros               | Eucaris Caicedo (COL)    | 55.3   | Adriana Marchena (VEN)   | 56.3   | Alejandra Ramos (CHI)      | 56.4   |
| 800 metros               | Alejandra Ramos (CHI)    | 2:12.6 | Adriana Marchena (VEN)   | 2:13.3 | Rita Femia (ARG)           | 2:17.4 |
| 100 metros com barreiras | Conceição Geremias (BRA) | 14.4   | Simone Krauthausen (PER) | 14.5   | Gloria Barturen (CHI)      | 15.1   |
| 4×100 metros estafetas   | Argentina                | 47.3   | Peru                     | 47.7   | Brasil                     | 47.9   |
| 4×400 metros estafetas   | Brasil                   | 3:54.1 | Argentina                | 3:56.8 | Colômbia                   | 4:01.4 |
| Salto em altura          | Beatriz Arancibia (CHI)  | 1.66   | Ana Rojas (VEN)          | 1.66   | Rosemarie Boeck (PER)      | 1.60   |
| Salto em comprimento     | Yvonne Neddermann (ARG)  | 5.97   | Conceição Geremias (BRA) | 5.84   | Christa Sommersguter (ARG) | 5.81   |
| Arremesso de peso        | Verônica Brunner (BRA)   | 12.78  | Luisa Tapia (CHI)        | 11.27  | Lúcia Porto (BRA)          | 11.04  |
| Lançamento de disco      | Verônica Brunner (BRA)   | 43.46  | Andrea Wilke (CHI)       | 37.62  | Mónica Sholze (ARG)        | 35.72  |
| Lançamento do dardo      | Susana Sánchez (ARG)     | 40.14  | Olga Verissimo (BRA)     | 39.40  | Asunción Figueroa (CHI)    | 39.10  |
| Pentatlo                 | Conceição Geremias (BRA) | 3964   | Simone Krauthausen (PER) | 3688   | Rosemarie Boeck (PER)      | 3649   |

## Quadro de medalhas (não oficial)
| Ordem | País      | Medalha de ouro | Medalha de prata | Medalha de bronze | Total |
| ----- | --------- | --------------- | ---------------- | ----------------- | ----- |
| 1     | Brasil    | 13              | 8                | 12                | 33    |
| 2     | Argentina | 9               | 7                | 6                 | 22    |
| 3     | Colômbia  | 6               | 6                | 5                 | 17    |
| 4     | Chile     | 3               | 3                | 4                 | 10    |
| 5     | Peru      | 2               | 6                | 3                 | 11    |
| 6     | Venezuela | 0               | 3                | 1                 | 4     |
| 7     | Panamá    | 0               | 0                | 1                 | 1     |
| 7     | Paraguai  | 0               | 0                | 1                 | 1     |